# Sainte-Colombe (Gironde)
Sainte-Colombe (okzitanisch Senta Coloma) ist eine französische Gemeinde mit 424 Einwohnern (Stand 1. Januar 2022) im Département Gironde in der Region Nouvelle-Aquitaine (vor 2016 Aquitaine). Sie gehört zum Arrondissement Libourne und zum Kanton Les Coteaux de Dordogne. Die Einwohner werden Colombins genannt.

## Lage
Sainte-Colombe liegt etwa 17 Kilometer ostsüdöstlich von Libourne. Umgeben wird Sainte-Colombe von den Nachbargemeinden Saint-Genès-de-Castillon im Norden, Belvès-de-Castillon im Osten, Saint-Magne-de-Castillon im Süden sowie Saint-Étienne-de-Lisse im Westen.

## Bevölkerungsentwicklung
| Jahr                       | 1962 | 1968 | 1975 | 1982 | 1990 | 1999 | 2010 | 2020 |
| Einwohner                  | 268  | 278  | 256  | 271  | 361  | 349  | 467  | 423  |
| Quellen: Cassini und INSEE |      |      |      |      |      |      |      |      |

## Sehenswürdigkeiten

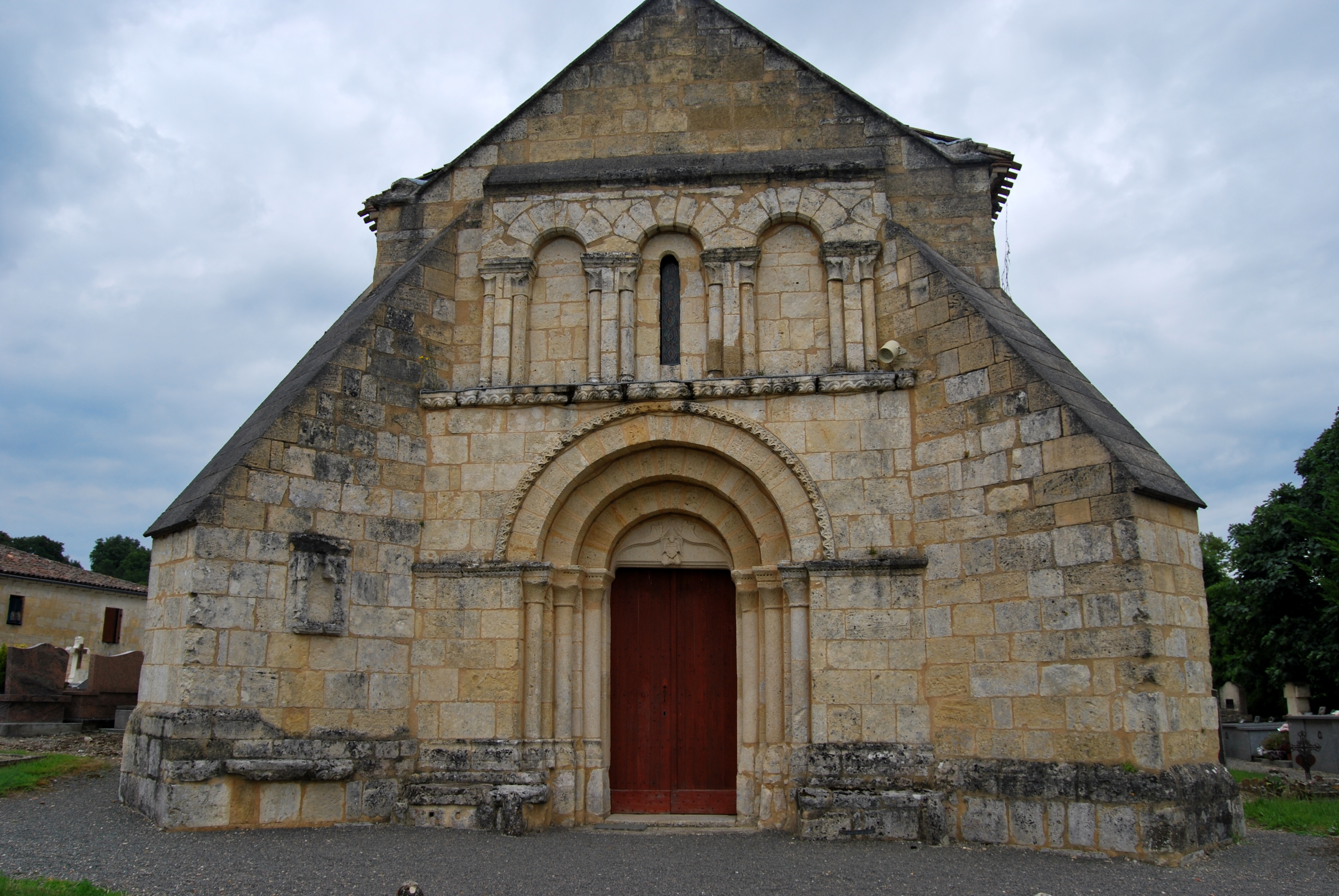
Kirche Sainte-Colombe

- Kirche Sainte-Colombe aus dem 12. Jahrhundert, Monument historique seit 1908